# Pablo Aránguiz
Pablo Mauricio Aránguiz Salazar (Independencia, Santiago, 17 de marzo de 1997) es un futbolista chileno. Juega como volante ofensivo y su equipo actual es Unión Española en la Primera División de Chile.

## Trayectoria

### Inicios
A los 12 años formaba parte de las divisiones inferiores de Santiago Morning, donde era compañero de Carlos Lobos y Jaime Carreño. Fue contactado por Universidad Católica para unirse a sus divisiones inferiores, lo cual rechazó debido a los complicado de los traslados hacia San Carlos de Apoquindo. Optó por unirse a las inferiores de Unión Española, debido a la cercanía y que además uno de sus hermanos jugaba en el conjunto hispano.

### Unión Española
Debutó en el primer equipo de Unión Española el 2 de agosto de 2015, bajo la dirección técnica de Fernando Vergara, ingresando a los 85' de juego en reemplazo de Gonzalo Abán enfrentando a Unión San Felipe en compromiso válido por la jornada 6 del Grupo 5 de la Copa Chile, con la camiseta número 22.
Posteriormente, hizo su estreno en Primera División el 19 de octubre del mismo año, ingresando a los 62 minutos en el triunfo del conjunto hispano por 4 a 0 sobre Unión La Calera en condición de local, válido por la Fecha 9 del Torneo de Apertura.
Su consolidación definitiva se produjo en el Torneo de Transición 2017, donde el entrenador hispano, Martín Palermo, le confió la conducción del equipo, y disputó todos los encuentros. Además, colaboró con tres anotaciones y una asistencia en el campeonato que Unión Española consiguió el segundo lugar por detrás de Colo-Colo.
En el año 2018 jugó solo en la primera rueda en la Primera División de Chile convirtiendo 5 goles.

### FC Dallas
El 18 de julio de 2018, se confirmó su traspaso al FC Dallas, equipo que juega en la Major League Soccer de los Estados Unidos, en lo que será su primera aventura en el extranjero.

### Regreso con Unión Española
El 26 de julio de 2019, se confirma su cesión a Unión Española, equipo de la Primera División de Chile, para afrontar la segunda rueda del torneo de 2019.

### Universidad de Chile
El 30 de diciembre de 2019, se confirma su cesión con opción de compra a Universidad de Chile, equipo de la Primera División de Chile, en lo que será su segunda experiencia en un equipo nacional y donde compartirá medio campo con jugadores de la talla de Walter Montillo.
Debuta por el campeonato nacional en la fecha 3 contra Unión La Calera, donde anota su primer gol y asiste otro en la goleada por tres a cero de la U.
El 10 de diciembre de 2020 es anunciado que se ejecuta la opción de compra por la mitad de sus derechos económicos, firmando un contrato con la U hasta finales del año 2023.
El 30 de octubre de 2021 es agredido por un hincha del propio club en un partido disputado contra Curicó Unido, en el cual su equipo perdió por 1 a 2. Luego de esto Aránguiz recibe amenazas de muerte por teléfono y redes sociales para lo cual el club solicita protección policial.

### Ñublense
En diciembre de 2022, es anunciado su traspaso a Ñublense de la Primera División chilena, por dos temporadas.

## Selección nacional

### Selecciones menores
Si bien fue un jugador habitual e importante durante el proceso preparatorio de la selección sub-20 de Chile en 2016, el entrenador nacional Héctor Robles no lo consideró en la nómina definitiva para disputar el Sudamericano Sub-20 de 2017 de Ecuador.
Fue seleccionado chileno Sub-23 en el Preolímpico Sub-23 de 2020 disputado en Colombia, con el técnico Bernardo Redín. Su selección fue eliminada en la primera fase del campeonato.

#### Participaciones en Preolímpicos
| Competencia                | Sede     | Resultado    | PJ | Goles | Asist. |
| -------------------------- | -------- | ------------ | -- | ----- | ------ |
| Preolímpico Sub-23 de 2020 | Colombia | Primera fase | 4  | 0     | 0      |

### Selección adulta
El 10 de junio de 2021, fue convocado por Martín Lasarte para disputar la Copa América 2021.

#### Participaciones en Copas América
| Torneo            | Sede   | Partidos | Goles | Resultado        |
| ----------------- | ------ | -------- | ----- | ---------------- |
| Copa América 2021 | Brasil | 1        | 0     | Cuartos de final |

#### Partidos internacionales
Actualizado hasta el 18 de junio de 2021.
| 1     | 18 de junio de 2021 | Arena Pantanal, Cuiabá, Brasil | Chile      | 1-0 | Bolivia |   |  | Martín Lasarte | Copa América 2021 |
| Total | Total               | Total                          | Presencias | 1   | Goles   | 0 |  |                |                   |

## Estadísticas

### Clubes
| Club                         | Div.          | Temporada     | Liga  | Liga  | Liga   | Copas nacionales | Copas nacionales | Copas nacionales | Torneos internacionales | Torneos internacionales | Torneos internacionales | Total | Total | Total  |
| Club                         | Div.          | Temporada     | Part. | Goles | Asist. | Part.            | Goles            | Asist.           | Part.                   | Goles                   | Asist.                  | Part. | Goles | Asist. |
| ---------------------------- | ------------- | ------------- | ----- | ----- | ------ | ---------------- | ---------------- | ---------------- | ----------------------- | ----------------------- | ----------------------- | ----- | ----- | ------ |
| Unión Española · Chile       | 1.ª           | 2015-16       | 3     | 0     | 0      | 1                | 0                | 0                | —                       | —                       | —                       | 4     | 0     | 0      |
| Unión Española · Chile       | 1.ª           | 2016-17       | 18    | 3     | 0      | —                | —                | —                | 4                       | 0                       | 0                       | 22    | 3     | 0      |
| Unión Española · Chile       | 1.ª           | 2017          | 17    | 3     | 0      | 2                | 0                | 0                | —                       | —                       | —                       | 19    | 3     | 0      |
| Unión Española · Chile       | 1.ª           | 2018          | 13    | 5     | 5      | 4                | 0                | 0                | 2                       | 0                       | 0                       | 19    | 5     | 5      |
| FC Dallas Estados Unidos     | 1.ª           | 2018          | 9     | 0     | 0      | —                | —                | 0                | —                       | —                       | 0                       | 9     | 0     | 0      |
| FC Dallas Estados Unidos     | 1.ª           | 2019          | 11    | 0     | 0      | —                | —                | 0                | —                       | —                       | 0                       | 11    | 0     | 0      |
| FC Dallas Estados Unidos     | Total club    | Total club    | 20    | 0     | 0      | 0                | 0                | 0                | 0                       | 0                       | 0                       | 20    | 0     | 0      |
| Unión Española · Chile       | 1.ª           | 2019          | 7     | 0     | 1      | 3                | 1                | 0                | —                       | —                       | —                       | 10    | 1     | 1      |
| Universidad de Chile · Chile | 1.ª           | 2020          | 20    | 5     | 6      | 0                | 0                | 0                | 2                       | 0                       | 0                       | 22    | 5     | 6      |
| Universidad de Chile · Chile | 1.ª           | 2021          | 24    | 0     | 2      | 0                | 0                | 0                | 1                       | 0                       | 0                       | 25    | 0     | 2      |
| Universidad de Chile · Chile | 1.ª           | 2022          | 15    | 2     | 4      | 4                | 0                | 1                | 0                       | 0                       | 0                       | 19    | 2     | 5      |
| Universidad de Chile · Chile | Total club    | Total club    | 59    | 7     | 11     | 4                | 0                | 1                | 3                       | 0                       | 0                       | 66    | 7     | 13     |
| Ñublense · Chile             | 1.ª           | 2023          | 16    | 1     | 1      | 1                | 0                | 0                | 7                       | 0                       | 0                       | 24    | 1     | 1      |
| Ñublense · Chile             | Total club    | Total club    | 16    | 1     | 1      | 1                | 0                | 0                | 7                       | 0                       | 0                       | 24    | 1     | 1      |
| Unión Española · Chile       | 1.ª           | 2024          | 26    | 6     | 7      | 5                | 1                | 0                | —                       | —                       | —                       | 31    | 7     | 7      |
| Unión Española · Chile       | 1.ª           | 2025          | 14    | 5     | 2      | 4                | 2                | 0                | 7                       | 4                       | 1                       | 25    | 11    | 3      |
| Unión Española · Chile       | Total club    | Total club    | 71    | 22    | 15     | 16               | 3                | 0                | 13                      | 4                       | 1                       | 88    | 30    | 16     |
| Total carrera                | Total carrera | Total carrera | 193   | 30    | 28     | 21               | 3                | 1                | 23                      | 4                       | 1                       | 237   | 38    | 30     |
| 1. 2. 3.                     |               |               |       |       |        |                  |                  |                  |                         |                         |                         |       |       |        |

### Selecciones
| Selección      | Temporada     | Amistosos | Amistosos | Amistosos | Sudamérica | Sudamérica | Sudamérica | Mundial | Mundial | Mundial | Total | Total | Total  |
| Selección      | Temporada     | Part.     | Goles     | Asist.    | Part.      | Goles      | Asist.     | Part.   | Goles   | Asist.  | Part. | Goles | Asist. |
| -------------- | ------------- | --------- | --------- | --------- | ---------- | ---------- | ---------- | ------- | ------- | ------- | ----- | ----- | ------ |
| Sub-22 · Chile | 2019          | 4         | 0         | 0         | —          | —          | —          | —       | —       | —       | 4     | 0     | 0      |
| Sub-22 · Chile | Total         | 4         | 0         | 0         | 0          | 0          | 0          | 0       | 0       | 0       | 4     | 0     | 0      |
| Sub-23 · Chile | 2020          | —         | —         | —         | 4          | 0          | 0          | —       | —       | —       | 4     | 0     | 0      |
| Sub-23 · Chile | Total         | 4         | 0         | 0         | 0          | 0          | 0          | 0       | 0       | 0       | 4     | 0     | 0      |
| Adulta · Chile | 2021          | —         | —         | —         | 1          | 0          | 0          | —       | —       | —       | 1     | 0     | 0      |
| Adulta · Chile | Total         | 0         | 0         | 0         | 1          | 0          | 0          | 0       | 0       | 0       | 1     | 0     | 0      |
| Total carrera  | Total carrera | 4         | 0         | 0         | 5          | 0          | 0          | 0       | 0       | 0       | 9     | 0     | 0      |
| 1.             |               |           |           |           |            |            |            |         |         |         |       |       |        |

### Resumen estadístico
| Competición           | Partidos | Goles | Asistencias |
| --------------------- | -------- | ----- | ----------- |
| Primera División      | 130      | 19    | 19          |
| Copas nacionales      | 10       | 1     | 0           |
| Copas internacionales | 9        | 0     | 0           |
| Selección Sub-22      | 4        | 0     | 0           |
| Selección Sub-23      | 4        | 0     | 0           |
| Selección adulta      | 1        | 0     | 0           |
| Total                 | 156      | 19    | 19          |